# Голешовице

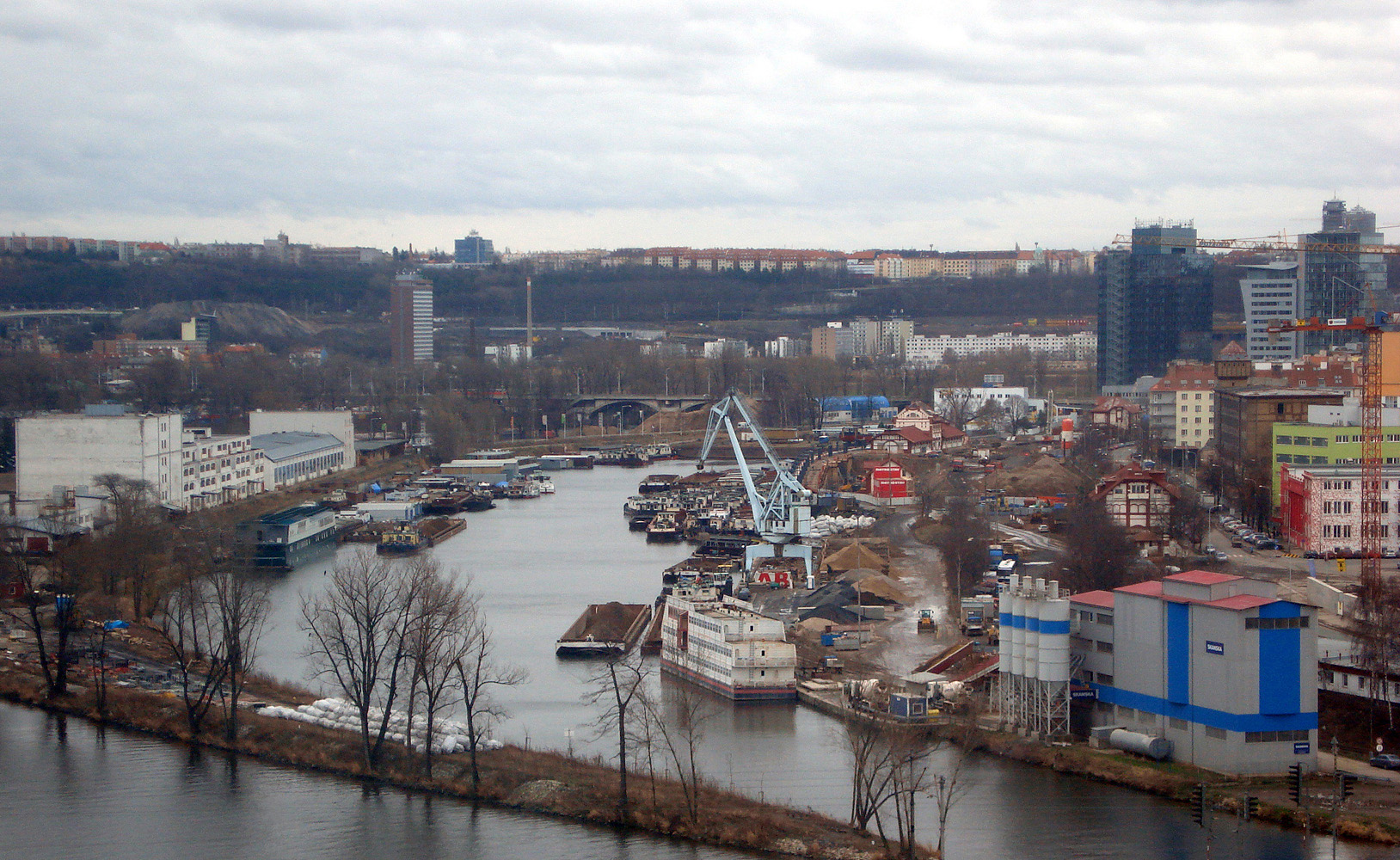
Гавань Влтавы в Голешовице

Голешо́вице (чеш. Holešovice) — исторический пригород к северу от центра Праги, расположен на излучине реки Влтавы, который в настоящее время составляет основную часть района Прага 7 (незначительная часть входит в район Прага 1). В прошлом это был значительно индустриализованный пригород, а сегодня здесь находится Национальная пражская галерея, выставочный комплекс Výstaviště Praha и один из крупнейших железнодорожных вокзалов в Праге Надражи Голешовице (чеш. Nádraží Holešovice).
В этом районе располагалась крупнейшая скульптурная группа в Европе, которая была посвящена руководителю СССР Иосифу Сталину. Памятник Сталину в Праге был открыт 1 мая 1955 года и располагался в 1955—1962 годах на Летенской смотровой площадке. В 1962 году памятник был взорван, а цоколь сохранился до настоящего времени. В 1991 году на нём был установлен гигантский метроном.

## История
Первое письменное упоминание о селении относится к 1228 году в связи с упоминанием местного мелкого феодала (владыки) Богумила из Голешовиц.
До 19 века район оставался сосредоточением сельскохозяйственных поселений. В 1850 году Голешовице было объединено с соседней деревней Бубни. С 1870-х годов местность стала промышленном пригородом Праги. 8 ноября 1884 года община Голешовице-Бубни была включена в состав Праги как её VII городская часть. В 1961 году Голешовице было поделено между городскими частями Прага 7 и Прага 1.

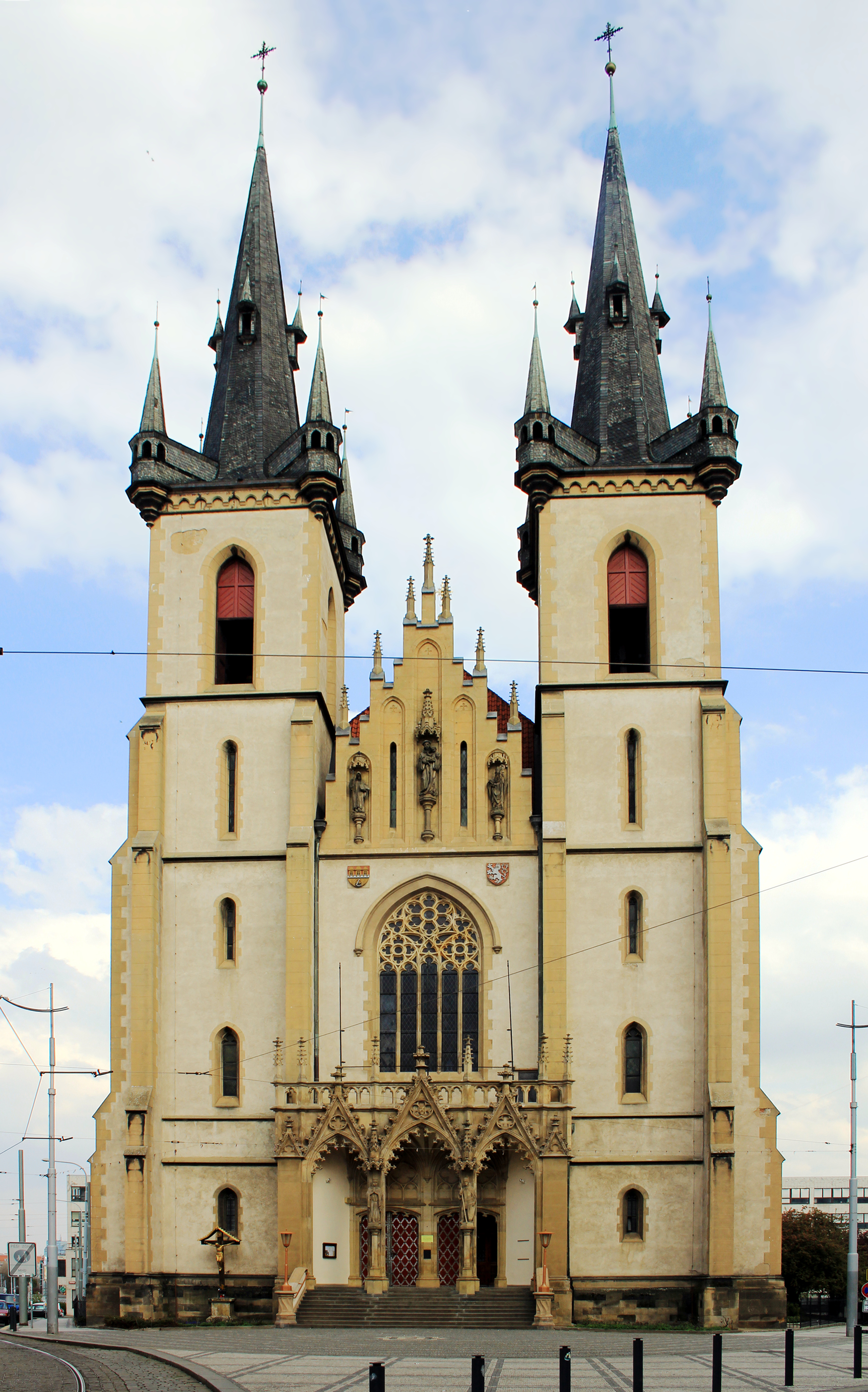
Костёл Святого Антония Падуанского
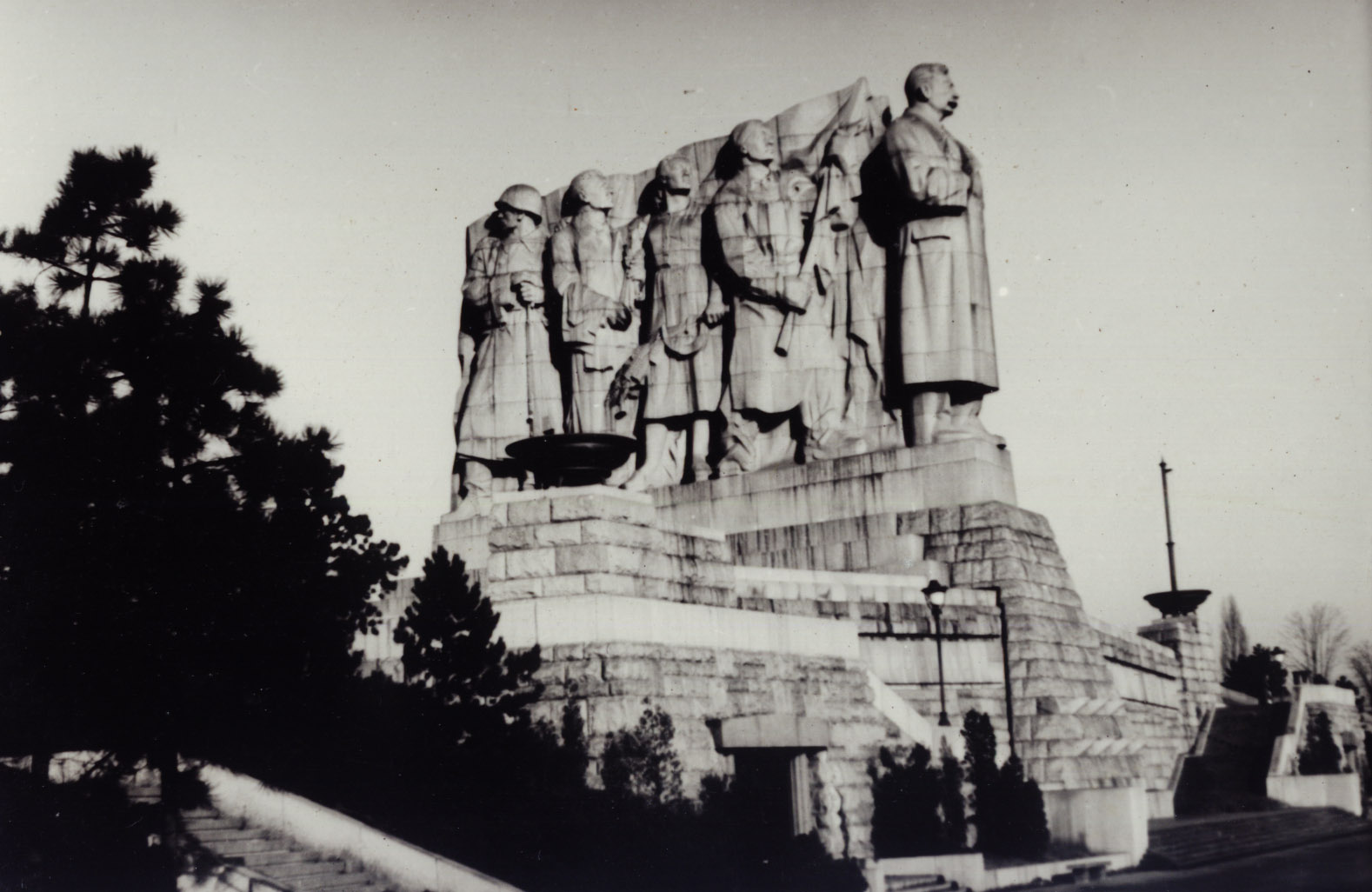
Памятник Сталину в Голешовице
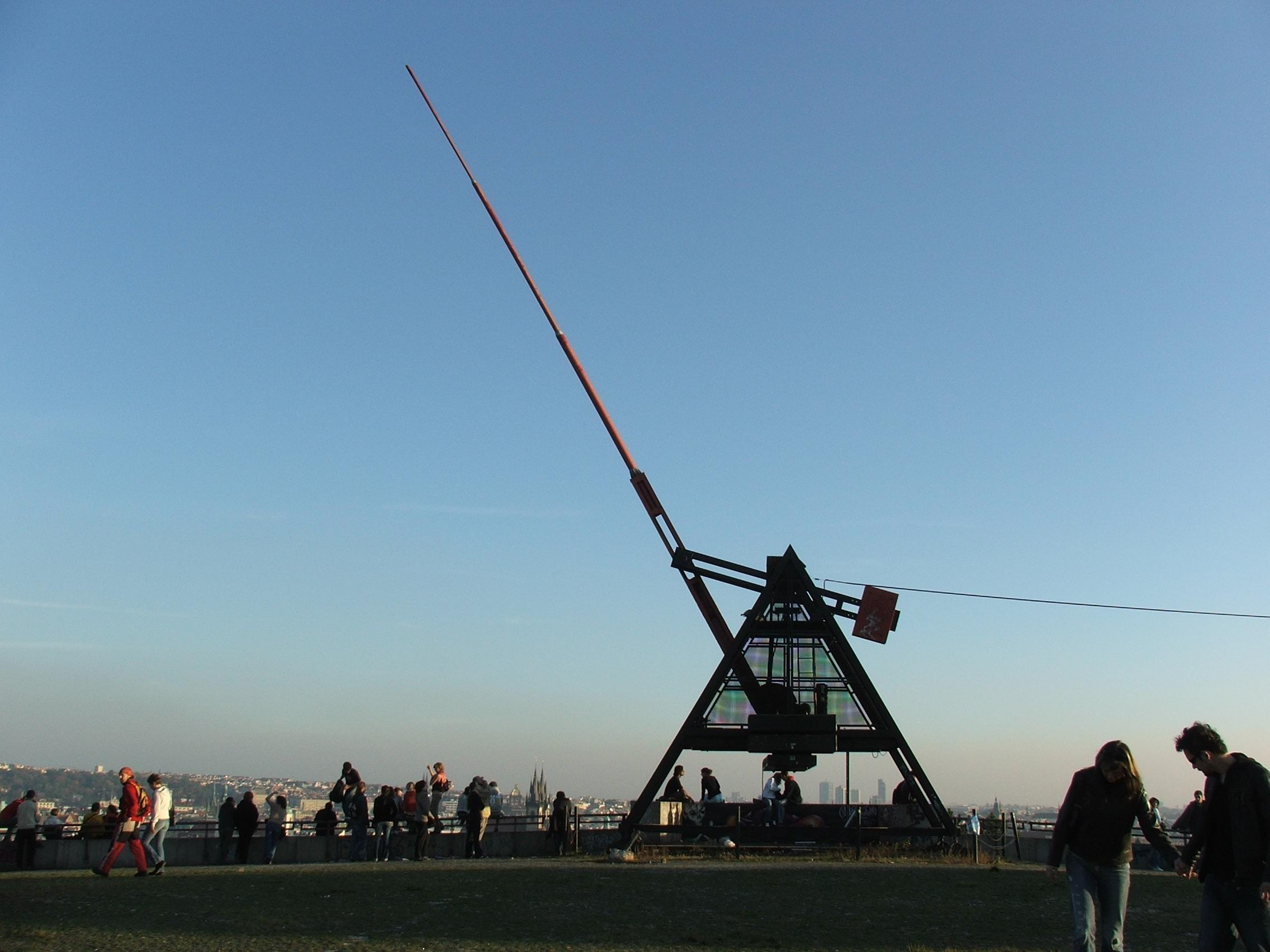
Метроном на месте памятника Сталину